# Eleazar Wheelock
Eleazar Wheelock (22 avril 1711 – 24 avril 1779) était un religieux congrégationaliste américain qui fonda le Dartmouth College en 1769. Figure majeure du « Grand réveil » dans les Treize colonies, Wheelock fonda en 1754 la Moor's Charity School à Lebanon (Connecticut), une école destinée à l'instruction des Amérindiens. Il souhaitait transformer cet établissement en college, mais le Connecticut refusait. À l'aide de l'un de ses élèves, l'Indien Samson Occom, il créa le Dartmouth College dans le New Hampshire, plus au nord.

## Biographie
Eleazar Wheelock est né à windham dans le Connecticut, de Ralph Wheelock et de Ruth Huntington, qui possédaient une ferme prospère de 300 acres.